# 大观楼影城
39°53′44″N 116°23′43″E / 39.8956003°N 116.3951818°E
大观楼影城，位于北京市西城区大栅栏街36号，是一座历史悠久的电影院。中国第一部电影《定军山》便是在该电影院首映。故该电影院被誉为“中国电影诞生地”。

## 历史沿革

### 清末民初
大观楼创建于清朝末年。1902年，任景丰收购该楼，初名“大亨轩茶楼”。1905年，改名“大观楼”。同年，任景丰拍摄的中国首部电影《定军山》在大观楼首映。1907年12月，更名为“大观楼影戏园”，放映的第一部电影是外国片《麻风女》
1913年，经过改造后更名为“大观楼电影院”重张开业。这是北京第一家中国人自办并经营的专业电影院。1927年，大观楼电影院经过改造后重张，成为中国第一个放映有声电影的电影院。1927年，大观楼电影院放映电影《孟姜女》时，票价每张三角、四角、伍角，包厢则分别为二元四角、四元八角。当时，该电影院兼营茶点、补品，又是北京南城的咖啡馆之一。1930年代，该电影院还在前厅开设大药房，专门出售西药。
该电影院地处北京南城，观众主要是商人、店员、外地商贩等等，所以包括该电影院在内的北京南城各电影院与戏园经营方法类似，场内各处座位均配以壶、碗，在场内售卖茶水，开演前及休息时，内场均设有托盘的小贩流动叫卖。1930年8月1日，大观楼电影院在北京南城最先实行男女同座，引起轰动。此前，观众都是围坐在八仙桌周围看电影，大观楼电影院在中国率先改成横排座位，实行男女同座。1935年，进行设备改造，安装法国百代（Pathi）35毫米有声放映机。

### 日占时期
历史记载，1940年2月12日“春节中大栅栏较诸平日人数增加数倍，尤以大观楼观众打破以往之记录，座无虚席，为数年来所未有之胜况”。“大观楼近日上演谈瑛主演的《冷月诗魂》颇能叫座，连日上座情形极佳，以大栅栏、观音寺、鲜鱼口一带商店之中生产最佳……”。该电影院曾经上映胡蝶主演的《绝代佳人》、《孟姜女》，周璇主演的《三星伴月》、《西厢记》，袁美云主演的《情天血泪》、《日出》、《少女爷》，尤光照主演的《济公活佛》等电影，还上映过《六十年代上海滩》、《四个潘金莲》、《女财神》、《四郎探母》、《哪吒闹海》、《火烧红莲寺》等巨片。李香兰曾赴大观楼电影院观看《群鸟乱飞》，白玫曾赴大观楼电影院观看《战地笙歌》。
1941年2月7日，大观楼电影院再度重张，经过改造成为北京南城较好的电影院，放映设备仍为法国百代35毫米固定式放映机。1945年3月，开始使用罗拉（Roia）35毫米固定放映机，升格为头轮电影院。日本占领北京期间，北京南城的电影院部分职工没有工资，全靠卖茶水收小费、份费生活，而且还必须自备茶叶，将当日的收入上交堂头，再根据职位大小采取分份制。看电影的除了达官贵人以外，还经常有地痞流氓及特务，导致各电影院常被砸而遭受损失。有时电影院出现停电、跑片的电影胶片未到、放映事故，一些人不是轰场，就是砸茶壶茶碗、乱扔食品及杂物，甚至砸玻璃、椅子、广告牌、剧照等等。各方面恶势力也经常将电影院作为争斗的场所，大观楼电影院便曾因此蒙受巨大损失。

### 抗战结束
1945年10月3日，大观楼电影院、真光电影院、芮克电影院、蟾宫电影院、亚洲会馆、新新电影院、同乐电影院、中和戏院等八家电影院同时上映“第二次世界大战新闻电影”。抗日战争胜利后，美国好莱坞的大批电影占据了影业市场。此外，大观楼电影院还陆续上映一些国产影片，并加演曲艺、话剧，马三立、尤光照、赵佩茹、常宝堃（小蘑菇）、刘宝全、喜彩莲等人都曾在此演出。

### 公私合营
1955年1月，大观楼电影院作为人民政府对私营工商业实行社会主义改造的试点，率先实行公私合营。1958年8月，和新中国电影院、同乐电影院组建成“大栅栏联合影院”。1959年5月大观楼电影院筹建宽银幕立体电影院。1960年11月，建成宽银幕立体影院。全部改建方案、技术资料以及四台黑龙江牌放映机都是中国电影科学技术研究所提供，并且附带有磁还音设备。三组立体声喇叭是七一八厂仿造德国产品生产的。宽银幕立体电影院的内外墙壁装有效果声喇叭，同时由两台放映机放映，大厅内设500个座席。观众看电影时，佩戴电影院特制的偏光眼镜。1960年11月3日，作为北京首家宽银幕立体电影院正式开幕，上映的首部电影是八一电影制片厂摄制的彩色宽银幕立体风光片《漓江游记》、《杂技表演》。1961年11月至1966年6月，放映国产宽银幕立体电影《魔术师的奇遇》，连映4年，累计放映1万多场，观众400万人次，场场爆满，该票房纪录是大观楼电影院历史上最高的票房纪录。
1965年10月，该电影院宣传人员根据电影内容编写成山东快书、京东大鼓、数来宝、天津快板、独唱、三句半，深入工厂、学校宣传电影。1966年8月，该电影院根据中共中央16条要求，由全电影院的职工选举了文化大革命小组。同年10月下旬，全电影院职工接待了来北京串联的红卫兵和来北京的全国文化系统串联人员住在该电影院。
1976年4月30日，该电影院经过粉刷后第一天重张。原来排定8点50分放映电影《节振国》，但早7点发现观众厅房顶内起火，消防队及时赶到进行了扑救，此次火灾烧毁了观众厅和座椅，该电影院由此停映十年。这是北京各电影院中最大的一次火灾。

### 改革开放
1986年9月13日，宣武区文化文物局、中国电影发行放映公司、北京市电影发行放映公司联营，共同投资六百万元人民币，重建大观楼电影院，建成一家大银幕电影院，在北京饭店签署联营协议，联营合作期限30年。1987年12月，大观楼电影院建成，这是一座专门放映70毫米立体声电影的影院，也是北京首家可放映70毫米超大银幕影片的电影院。银幕高8.5米，宽18米，从美国引进全套放映设备，具备四种放映功能，电影院可容纳600名观众，安装有中央空洞，一层大厅中央带有瀑布、流水、蓄水池。大观楼电影院自此成为北京市特级影院之一。
1990年1月至12月，由于开展多种经营，经济效益进一步提高。1991年12月，该电影院董事会决定，对电影院实行改造装修，试办北京首家豪华中厅影院，超前放映映片。1992年1月5日，甘朝旭出任大观楼电影院经理。1992年3月14日，停映开始装修，同年5月改造完成，将原来的会议室改建为豪华录像厅，一层大厅的瀑布及蓄水池填平改建为镭射电影厅，扩大了经营面积。1992年5月14日正式开业，上映电影《峡谷风流》。但因经营不当，效益欠佳。
1993年3月18日，宣武区文化文物局派原珠市口电影院经理苗造堂出任大观楼电影院经理。此后，该电影院改造了放映设备及放映窗口，更换了一套东风放映设备。
改革开放时期，国营的大观楼电影院步履维艰，一度面临既无国家拨款又无民间投资的境地。1990年代开始，大观楼电影院迅速衰落。21世纪初，大观楼电影院经营惨淡，一天仅能卖出两、三张票。2007年时，经常出现全场仅有一个观众看电影的情况。
2000年，电影《西洋镜》剧组的导演胡安、主演夏雨来到大观楼电影院参加了该电影的首映仪式。
2005年3月，记者在泸州召开的中国城市影院发展协会第三届理事会上获悉，为纪念中国电影100年（1905年－2005年），国家广电总局将2005年定为“电影发展年”，并将为中国电影第一人任景丰塑像，已确定将任景丰塑像立在大观楼电影院，任景丰塑像将在2005年6月开始雕塑。2005年，因为保持了连续一百年放映电影的纪录，大观楼电影院获得“上海大世界基尼斯纪录”认证书。
2005年12月，国家广电总局等单位在大观楼电影院举办“中国电影诞生地”匾额的揭匾仪式，任景丰的塑像也同时揭幕。为配合这一活动，2005年宣武区人民政府对大观楼电影院实施改造。改造后的大观楼电影院更名为“大观楼影城”，正门恢复了清末民初的建筑风格，任景丰的塑像安放在一层大厅的中央，该电影院从单厅放映改为三个电影小厅和一个放映大厅，其中拥有50个座位“中国电影第一厅”仿照大观楼最初放映电影《定军山》时的格局设计，体现了清末民初的观影氛围。此外，还在一层大厅开设茶座。
大观楼电影院定位在“小众化”，实行“天天半价”策略，吸引那些想看电影又觉得电影票太贵的观众。经过几年努力，大观楼电影院的经营状况逐渐好转。到2012年前后，每年票房收入已达300万元人民币左右，每天能卖出一、两百张电影票。